# Галоян, Армен Анушаванович
Армен Анушанович Галоян (1 мая 1929, Анушаван — 4 октября 2012, Армения) — армянский советский учёный биохимик, доктор биологических наук, профессор, академик Национальной академии наук Республики Армения.

## Биография
В 1953 — окончил Ереванский медицинский институт.
В 1956 — окончил аспирантуру Института биологии развития АН СССР (кандидат биологических наук).
1957—1958 — стажировался в Институте мозга АМН СССР в Москве.
1958—1980 — работал в Институте биохимии АН Армянской ССР младшим, старшим научным сотрудником, руководителем лаборатории нейрогормонов, руководителем филиала института в Москве.
1965—1967 — был приглашенным профессором в Институте органической химии и биохимии ЧАН в Праге,
1971 — член-корреспондент АН Армянской ССР. С 1973 профессор в США:
- Институте нейрохимии и наркомании, Нью-Йорк
- Рокфеллеровском Университете, Нью-Йорк
- Институте Солка, Сан-Диего
- Йельском Университете.

С 1981 — директор Института биохимии имени Г. Х. Бунятяна НАН РА.
1980—1982 — был директором Института экспериментальной биологии АН Армянской ССР.
Главный редактор журнала «Нейрохимия» РАН и НАН РА.
1982—2001 — президент Армянского биохимического Общества.
1983—1993 — председатель межведомственного совета по физико-химической биологии и биотехнологии при Президиуме АН РА.
С 1984 — редактор журнала «Neurohemical Research» (США), а также ряда изданий, посвященных биохимии мозга.
1985—1992 — председатель научного Совета по проблемам биохимии животных и человека Президиума АН СССР (Москва).
1994 — руководитель совместной лаборатории биохимии нейрогормонов Института биохимии имени Г. Х. Бунятяна НАН РА и Института биохимии имени А. Н. Баха РАН.
С 1994 — председатель медико-биологического научного Совета при Отделении естественных наук НАН РА. Председатель ученого совета по присуждению степени доктора наук по специальностям «биохимия», «молекулярная биология и генетика».
С 2000 — профессор кафедры биохимии Ереванского государственного медицинского института имени М. Гераци.
С 2001 — президент Биохимической Ассоциации Армении.

## Сочинения
Автор 640 научных публикаций и 3-х монографий:
- «Некоторые проблемы биохимии гипоталамической регуляции» (1965)
- «Биохимия новых кардиоактивных гормонов и иммуномодуляторов функциональной системы нейросекреторный гипоталамус-эндокринное сердце». М., 1997, изд. «Наука»
- «Нейросекреторные цитокины мозга» Kluwer Academic (Plenum Pablishers, 2004, New-York, на английском языке).

Автор докладов на более, чем 30 международных научных конференциях и симпозиумах.

## Членство в обществах
- член Президиума биохимического общества СССР (1982—1992)
- член международного общества по нейрохимии (с 1977)
- член международной организации по изучению мозга (с 1974)
- член Совета общества (1983—1986)
- член Европейского нейрохимического общества (с 1984)
- Почётный член Американского Общества по нейрохимии (с 1993)
- член Международного совета редакторов (с 1986)
- член редакционных коллегий: «Проблемы эндокринологии и химии гормонов» (с 1965), «Биохимия» РАН.

## Сфера исследований
- Нейрохимия
- биохимия нейрогормонов
- молекулярная нейроиммунология
- исследования по созданию препаратов на основе кардиотропных гормонов и цитокинов мозга для лечения сердечно-сосудистых, иммунных,
- нейродегенеративных заболеваний

## Награды
- Орден «Знак Почёта» (18.03.1976)
- Медаль Анании Ширакаци (2003)
- Заслуженный деятель науки Республики Армения (2010)[3]
- Золотая медаль Ереванского государственного медицинского университета имени Мхитара Гераци (2004)
- Почётные грамоты Академии наук Армении
- Человек года (1995—1997, АБИ, США)
- Медаль имени И. П. Павлова (Физиологического общества имени И. П. Павлова, 2010)